# Hästhagen
Hästhagen – miejscowość (tätort) w Szwecji, w regionie administracyjnym (län) Sztokholm (gmina Nacka).
Miejscowość jest położona na południe od jeziora Järlasjön i centrum gminy Nacka w prowincji historycznej (landskap) Södermanland, ok. 7 km na południowy wschód od centrum Sztokholmu.
W 2010 r. Hästhagen liczyło 499 mieszkańców.